# ウラジーミル・コンスタンチノヴィチ
ウラジーミル・コンスタンチノヴィチ（ロシア語: Владимир Константинович、1214年 - 1249年12月7日）は、初代ウグリチ公である。在位：1218年 - 1249年。

## 生涯
ウラジーミルはウラジーミル大公（兼ロストフ公）コンスタンチンとその妻アガフィヤの子として生まれた。1230年、おじのヤロスラフと共にチェルニゴフ公ミハイルへの遠征を行った。1238年にはシチ川の戦いに参加した。この戦いはルーシ諸公軍の敗北に終わったが、ウラジーミルは退却に成功した。
1244年、おじヤロスラフ（この時ウラジーミル大公）と共に、世襲領に関する承認を求めてジョチ・ウルスへと赴いた。1249年に没した。リャザン公イングヴァリ(ru)の娘エヴドキヤと1232年に結婚しており、ウグリチ公国は二人の息子アンドレイとロマン(ru)が順次相続・統治した。